# Messiasia decor
Messiasia decor is een vliegensoort uit de familie Mydidae. De wetenschappelijke naam van de soort is, geplaatst in het geslacht Midas, voor het eerst geldig gepubliceerd in 1886 door Osten-Sacken.
De soort komt voor in Costa Rica en Panama.